# Niente orchidee per Miss Blandish
Niente orchidee per Miss Blandish (titolo originale in inglese No Orchids for Miss Blandish) è un romanzo giallo di stile hard boiled  dello scrittore britannico James Hadley Chase, pubblicato nel 1939, in Italia nel 1950 dall'Istituto Editoriale Italiano. Il libro narra la storia del rapimento di una facoltosa ragazza da parte di una brutale banda di gangster, e delle successive indagini per ritrovarla.

## Trama
Alla banda di Frankie Railey le cose a Kansas City non vanno bene, quando finalmente arriva la dritta giusta: la figlia del milionario John Blandish sta per ricevere in dono una preziosa collana, occasione perfetta per un colpo facile. Le cose però si mettono subito di traverso, l'accompagnatore di miss Blandish reagisce violentemente e viene ucciso, ed i tre a quel punto rapiscono la ragazza, per chiedere un riscatto. Ma la sfortuna li perseguita, nella fuga incontrano due componenti della spietata banda Grisson, che informati gli altri si mettono sulle loro tracce, con l'intento di sottrarre loro preda e relativo bottino. Il confronto fra i due gruppi vede soccombere Riley ed i suoi compagni, per opera principalmente di Slim Grisson, giovane psicopatico che rimane molto colpito dalla bellezza della ragazza. Questo crea seri problemi a Mamma Grisson, la vera mente del gruppo, che dopo un duro confronto con Slim, durante il quale capisce di non averne più il controllo, decide di lasciare fare al figlio ciò che desidera con la ragazza, comunque destinata a dover essere uccisa, mentre loro si occuperanno del riscatto. Nel frattempo Anna, la compagna di Riley, si mette alla ricerca del suo uomo, scomparso nel nulla ed accusato da tutti del rapimento, ricostruzione a cui lei inizialmente non crede. Dopo la consegna dei soldi, per i Grisson si ripresenta il problema dell'eliminazione dell'ostaggio, a cui però Slim si oppone violentemente, considerandola oramai suo personale proprietà.
Tre mesi dopo, in mancanza di notizie, Blandish assume il detective Dave Fenner perché faccia luce sul destino della figlia, visto l'insuccesso delle indagini ufficiali. La scelta si rivela valida, e l'investigatore trova la traccia che lo conduce ai corpi dei tre componenti della banda Riley, riuscendo nell'occasione a sfuggire per un soffio alla morte per mano della banda Grisson, allarmata da queste nuove indagini. Collaborando con la polizia, Fenner ricostruisce quindi l'accaduto, e grazie alla testimonianza di Anna, capisce che la giovane rapita è ancora viva e segregata nel lussuoso club che i Grisson hanno comprato e rimodernato con i soldi del riscatto. L'irruzione nell'edificio trova l'opposizione violenta dei gangster, che vengono uccisi dopo un sanguinoso conflitto a fuoco. All'appello mancano però Slim e l'ostaggio, sottratto da poco alla prigionia dal precedente proprietario del locale, desideroso di vendicarsi del torto subito. La fuga di Slim con la ragazza non dura però molto, ed una volta rintracciato, l'uomo viene neutralizzato senza problemi. Il trauma per la giovane, passato l'effetto delle droghe con cui veniva tenuta sotto controllo, si rivela però insopportabile, e malgrado tutte le precauzioni prese, la ragazza si toglie la vita lanciandosi dalla finestra dell'albergo dove era stata condotta una volta liberata.

## Opere derivate
Il successo del romanzo ha portato a due adattamenti cinematografici. Il primo, inglese, è del 1948 e mantiene il titolo No Orchids for Miss Blandish, diretto da John Legh Clowes.  Il secondo adattamento, intitolato Grissom Gang (Niente orchidee per Miss Blandish), è del 1971 per la regia di  Robert Aldrich, con Kim Darby, Scott Wilson e Tony Musante.

## Edizioni
- James Hadley Chase, Niente orchidee per Miss Blandish, collana I Classici del Giallo Mondadori, n. 120, Mondadori, agosto 1971.
- James Hadley Chase, Niente orchidee per Miss Blandish, traduzione di Giorgio Monicelli, collana giallo cinema, n. 4, Mondadori, agosto 1977  [1939].
- James Hadley Chase, Niente orchidee per Miss Blandish, collana I Bassotti, traduzione di Bruno Just Lazzari, Polillo Editore, marzo 2004, ISBN 88-8154-203-X.